# Chazey-sur-Ain
Chazey-sur-Ain es una comuna francesa situada en el departamento de Ain, de la región de Auvernia-Ródano-Alpes.

## Geografía
Chazey está situada en la orilla este del río Ain, a unos 20 km al norte de su confluencia con el Ródano. El antiguo burgo domina el río.

### Aldeas
- Rignieu-le-Désert
- L'Hôpital
- Luizard
- Le Port de Loyes

## Demografía
| 455 | 539 | 651 | 695 | 895 | 1 200 | 1 329 | 1 544 | 1 542 |
| Para los censos de 1962 a 1999 la población legal corresponde a la población sin duplicidades (Fuente: INSEE [Consultar]) |     |     |     |     |       |       |       |       |

## Lugares y monumentos
- Castillo de Chazey